# Waldridge
Waldridge is een civil parish in het bestuurlijke gebied Durham, in het Engelse graafschap Durham met 4215 inwoners.